# Сухарцев, Иван Алексеевич
Иван Алексеевич Сухарцев (1881 — 1931) — российский революционер, член бакинского совета народных комиссаров.

## Биография
С 1905 до декабря 1917 состоял членом Партии социалистов-революционеров, затем переходит в ПЛСР. С 12 (25) декабря 1917 по 13 января 1918 председатель Бакинского военно-революционного комитета. С марта 1918 секретарь Комитета революционной обороны Баку, с апреля по июль 1918 народный комиссар путей сообщения, морского транспорта, почты и телеграфа СНК Бакинской губернии.